# فرانك جيروم موراي
فرانك جيروم موراي (بالإنجليزية: Frank Jerome Murray)‏ هو محامي وقاضي أمريكي، ولد في 6 أبريل 1904 في مانسفيلد في الولايات المتحدة، وتوفي في 12 فبراير 1995.